# Luís da Câmara Leme
D. Luís da Câmara Leme CvTE • ComC • GCA • MOBS • ComSE • GOSE • MOCE • ComNSC (Funchal, 26 de março de 1819 — Lisboa, 26 de janeiro de 1904) foi um oficial general do Exército Português, político e distinto intelectual. Para além de ter sido deputado ao longo de dez legislaturas, eleito por diversos círculos eleitorais, foi par do reino e ministro num dos governos presididos pelo Marechal Saldanha, de quem era um dos mais fiéis seguidores.

## Biografia
Nasceu na cidade do Funchal, ilha da Madeira, filho de João Frederico da Câmara Leme Homem de Sousa, sobrinho materno de João José Carvalhal Esmeraldo e Vasconcelos de Atouguia, o 1.º conde do Carvalhal, e de sua mulher e prima em segundo grau Maria Carolina Correia Henriques de Noronha, filha de Fernado Henriques de Noronha, o 1.º visconde da Torre Bela, neta materna do 1.º visconde com Grandeza de Balsemão e prima-sobrinha do 1.º conde do Carvalhal. Era moço-fidalgo da Casa Real com exercício no Paço.
Destinado a seguir a vida militar, assentou praça como voluntário em 1836, sendo despachado alferes em 1837. Após ter concluído em 1844, com muita distinção, o curso da Escola do Exército requerido para o corpo do estado-maior, foi promovido a tenente em 1845, transitando como capitão em 1851 para o corpo do estado maior. Foi sucessivamente promovido a major em 1866, a tenente-coronel em 1874, a coronel em 1876, depois a general de brigada, reformando-se em general de divisão a 4 de junho de 1884.
Em 1853, no posto de capitão de estado maior foi escolhido para ajudante-de-ordens do marechal João Carlos de Saldanha Oliveira e Daun, o duque de Saldanha, com quem desenvolveu uma duradoura amizade e que muito o considerava. Dessa relação resultou uma forte fidelidade política que se manteve até à morte do marechal.
Na carreira militar, como oficial de estado maior, foi durante muitos anos chefe da 3.ª secção da secretaria da Direcção-Geral de Engenharia do Ministério da Guerra. Em 1864 foi nomeado subchefe da 3.ª repartição do Ministério da Guerra. Passou a exercer as funções de chefe do estado-maior em 1866. Nesse mesmo ano de 1866, foi nomeada para presidir a uma comissão destinada a dar parecer acerca do armamento com que deveria ser dotado o Exército Português. A comissão recomendou a adopção de uma carabina britânica do sistema Westley Richards, de carregamento pela culatra e de cano Whitworth de estriamento poligonal. Com base nessa recomendação, o Ministério da Guerra realizou um contrato provisório para a compra de 8 000 carabinas para as unidades de caçadores e de 2 000 clavinas para a cavalaria, cabendo a  Luís da Câmara Leme o encargo de ir a Londres ratificar o contrato. Em 1867 foi enviado à Exposição Universal de Paris para elaborar um relatório sobre as tecnologias militares que ali fossem exibidas.
Saldanhista, paralelamente à sua carreira militar foi um dos parlamentares que durante mais tempo exerceu as funções de deputado, sendo eleito para um total de 10 legislaturas. Eleito pela primeira vez nas eleições gerais de 9 de novembro de 1856 (10.ª legislatura) pelo círculo eleitoral do Funchal, prestou juramento na Câmara dos Deputados a 24 de janeiro de 1857, iniciando então uma longa e profícua carreira parlamentar. Nas eleições seguintes, em 1858, voltou a ser eleito pelo Funchal, mas nas duas legislaturas subsequentes (1860-1861 e 1861-1864) passou a representar o círculo madeirense da Calheta. Na legislatura de 1865-1868 foi eleito pelo Peso da Régua, nas legislaturas de 1868-1869 e 1869-1870 pelo círculo de Barlavento de Cabo Verde, na legislatura de 1870-1871 pelo círculo de Nova Goa, na de 1871-1874 pela ilha do Pico e, finalmente, na de 1875-1878 pelo círculo da Ponta do Sol.
Para além dos assuntos locais da Madeira, de cujos interesses foi sempre lídimo defensor, dedicou-se essencialmente a questões militares, sendo um dos deputados mais participativos nessas matérias e integrando quase em permanência as comissões parlamentares que lidavam com as questões militares e com as questões coloniais. Sobre as questões militares teve também larga participação na imprensa, com artigos dispersos por vários jornais e revistas militares. Para além disso, Câmara Leme foi um propagandista acérrimo da responsabilidade ministerial, e nos últimos tempos, par do reino e já muito alquebrado pelos anos, mas ainda com admirável lucidez de espírito, renovava em todas as sessões legislativas o seu antigo projecto de lei nesse sentido, fazendo sempre largas considerações sobre este assunto, para provar a conveniência da sua aprovação, que nunca viu realizada.
Em 1870, na sequência do pronunciamento militar de 19 de maio daquele ano, que por ter sido promovido pelo marechal duque de Saldanha ficou conhecido pela Saldanhada, Câmara Leme foi convidado a integrar o governo então formado. Foi assim nomeado Ministro e Secretário de Estado dos Negócios da Marinha e Ultramar (22 de junho a 29 de agosto de 1870) e interinamente Ministro e Secretário de Estado dos Negócios das Obras Públicas, Comércio e Indústria (1 de agosto a 29 de agosto de 1870) do 31.º governo da Monarquia Constitucional. Sem real apoio político, o governo foi efémero, pouco se sentindo a sua acção. Em consequência desta passagem pelo governo foi agraciado com a carta de conselho passando ater o título de Conselheiro de Sua Majestade Fidelíssima.
Em 1878 foi elevado a par do reino, tomando posse na respectiva câmara a 10 de janeiro de 1879. Neste ano também exerceu o cargo de governador civil do Distrito de Lisboa. Manteve-se activo na Câmara dos Pares até falecer, apesar de nos últimos anos já estar muito afastado da política. Ainda assim, a sua voz era ainda ouvida no parlamento com a atenção e respeito, devidos aos seus muitos e relevantes serviços, e aos seus elevados merecimentos.
A oficialidade do Exército Português, que sempre lhe consagrou a maior veneração, lhe ofereceu há bastantes anos uma comenda cravejada de riquíssimos brilhantes. Para esta dedicada homenagem, todos os oficiais se inscreveram espontaneamente; a subscrição excedeu a 8000$000 réis, e D. Luís da Câmara Leme fez aplicar metade desta quantia a esmolas para as viúvas pobres dos oficiais do Exército, ficando o resto para custear a comenda.
Manteve uma longa relação com a actriz Emília das Neves, de quem ficou herdeiro. Casou, em Lisboa (Mártires) a 5 de outubro de 1887, com Ana de Albuquerque (São Tomé, Nossa Senhora da Conceição, 1858 — Lisboa, São Mamede, 7 de abril de 1924), escritora e que também foi actriz no Teatro D. Maria II, filha de Luís Maria do Couto Albuquerque e Cunha, fidalgo-cavaleiro da Casa Real, administrador das alfândegas de São Tomé e Príncipe e sócio-correspondente da Academia Real das Ciências de Lisboa, e de sua mulher Maria Benvinda do Resgate Pereira de Abreu. Deste casamento não houve filhos.
Faleceu aos 84 anos, sendo sepultado no Cemitério do Alto de São João.
Ao longo da sua vida foi acumulando condecorações e honrarias: era grã-cruz da Ordem Militar de Avis, grã-cruz da Ordem de Isabel a Católica de Espanha, grã-cruz da Ordem de Carlos III de Espanha, comendador da Ordem Militar de Cristo, comendador da Ordem de Nossa Senhora da Conceição de Vila Viçosa, comendador da Ordem dos Santos Maurício e Lázaro de Itália, comendador e grande-oficial da Ordem Militar de Sant'Iago da Espada, oficial e grande-oficial da Legião de Honra de França, oficial da Ordem de Leopoldo I da Bélgica, cruz de 2.ª classe da Ordem do Mérito Militar de Espanha, cavaleiro da Ordem Militar da Torre e Espada, do Valor, Lealdade e Mérito, condecorado com a Medalha de Ouro de Bons Serviços e com a Medalha de Ouro de Comportamento Exemplar.
Foi sócio-correspondente da Academia Real das Ciências de Lisboa e sócio da Sociedade Literária Almeida Garrett. 

### Obra publicada
Muito versado em assuntos militares, escreveu:
- Elementos de arte militar (I parte, Lisboa, 1862; II parte, 1863; III e IV partes, 1864), obra antecedida por um juízo crítico de Latino Coelho. Foi muito bem recebida esta obra tanto em Portugal como no Brasil, merecendo que o respectivo Ministro da Guerra dissesse o seguinte no seu relatório, apresentado às cortes: «Tendo o distinto capitão do estado-maior de Portugal, D. Luís da Câmara Leme, oferecido alguns volumes dos seus Elementos de arte militar, e contendo essa excelente obra as noções indispensáveis mesmo aos oficiais que não têm os cursos das suas armas, mandou-se proceder à compra dos volumes necessários para a conveniente distribuição pelos oficiais do nosso exército». Na Gazeta de Portugal, de 8 de março de 1864, saiu anónimo um artigo encomiástico, e em 1865, no mesmo jornal, publicou Osório de Vasconcelos uma série de artigos de análise. Uma 2-ª edição, revista e consideravelmente aumentada, foi publicada em Lisboa (1.° tomo, 1874; 2.° tomo, 1879);
- Relatório apresentado a sua excelência o Ministro da Guerra em desempenho de uma comissão concernente à aquisição das novas armas de fogo portáteis. Datado de 10 de setembro de 1866, o relatório saiu no Diário de Lisboa, de 19 do referido mês, sendo reproduzido no dia seguinte na Gazeta de Portugal;
- Relatório a s. ex.ª o ministro da Guerra acerca dos objectos militares mais notáveis apresentados na exposição universal de Paris em 1867. Saiu no Diário do Governo, de 24 de dezembro de 1867, continuando nos números seguintes, sendo depois impresso em separado no referido ano;
- Considerações gerais acerca da reorganização militar de Portugal, Lisboa, 1868;
- Incompatibilidades políticas sob o aspecto histórico, jurídico, político e moral, Lisboa, 1893;
- Emília das Neves, documentos para a sua biografia, por um dos seus admiradores, volume de 600 páginas publicado em 1875, sem o seu nome.